# Gare de Lebbeke
La gare de Lebbeke (station Lebbeke en néerlandais) est une gare ferroviaire belge de la ligne 60 : Jette – Termonde située dans la commune de Lebbeke en région flamande dans la Province de Flandre-Orientale.
C’est une halte voyageurs de la Société nationale des chemins de fer belges (SNCB) desservie par des trains Suburbains (S) des lignes S3 et S10 du réseau express régional bruxellois.

## Situation ferroviaire
Située au point kilométrique (PK) 24,10 de la ligne 60, elle est établie entre la gare d'Heizijde et la gare de Saint-Gilles-lez-Termonde.

## Histoire
La gare de Lebbeke ouvre le 18 mai 1879 en même temps que la section entre Termonde et Asse de la future ligne 60 de Termonde à Jette qui sera inaugurée dans sa totalité en 1881.
Construite comme de nombreuses lignes à cette période par des sociétés privées pour les Chemins de fer de l’État Belge, elle reçoit, comme les autres gares de cette ligne, un bâtiment de gare de plan type 1873 qui comporte une aile de cinq travées disposée à gauche du corps central. Il a été démoli et remplacé en 1974 par un bâtiment moderne à toit plat aux murs revêtus de briques blanches dont les guichets ont désormais fermé.
Dans le cadre du projet RER, les quais ont été rénovés et le quai faisant face à la gare déplacé de l’autre côté du passage à niveau.

## Service des voyageurs

### Accueil
C'est un point d'arrêt non géré (PANG), à accès libre. Il existe un parc à vélos.

### Desserte
Lebbeke est desservie par des trains Suburbains (S), de la SNCB (voir brochure SNCB,).
En semaine, la desserte comporte des trains S3 entre Termonde et Zottegem via Bruxelles et des trains S10 entre Bruxelles-Midi et Termonde via la gare de l'ouest, au rythme d'un par heure chacun. Le dernier train de la journée est un InterCity (IC) reliant Courtrai à Termonde en desservant tous les arrêts intermédiaires entre Jette et Termonde (les autres IC de la ligne sont directs).
Les week-ends et jours fériés, la desserte se limite à des trains S10 entre Bruxelles-Midi et Termonde qui circulent toutes les heures.

## Comptage voyageurs
Ce graphique et tableau montre le nombre de voyageurs embarquant en moyenne durant la semaine, le samedi et le dimanche.
| Nombre de passagers qui embarquent à la gare de Lebbeke | Nombre de passagers qui embarquent à la gare de Lebbeke | Nombre de passagers qui embarquent à la gare de Lebbeke | Nombre de passagers qui embarquent à la gare de Lebbeke |
|                                                         | Semaine                                                 | Samedi                                                  | Dimanche                                                |
| ------------------------------------------------------- | ------------------------------------------------------- | ------------------------------------------------------- | ------------------------------------------------------- |
| 1977                                                    | 922                                                     | 156                                                     | 108                                                     |
| 1978                                                    | 944                                                     | 121                                                     | 125                                                     |
| 1979                                                    | 1 208                                                   | 113                                                     | 102                                                     |
| 1980                                                    | 966                                                     | 114                                                     | 105                                                     |
| 1981                                                    | 874                                                     | 134                                                     | 127                                                     |
| 1982                                                    | 799                                                     | 121                                                     | 115                                                     |
| 1983                                                    | 764                                                     | 95                                                      | 72                                                      |
| 1984                                                    | 803                                                     | 55                                                      | 46                                                      |
| 1985                                                    | 737                                                     | 86                                                      | 101                                                     |
| 1986                                                    | 979                                                     | 68                                                      | 38                                                      |
| 1987                                                    | 643                                                     | 67                                                      | 76                                                      |
| 1988                                                    | 683                                                     | 98                                                      | 78                                                      |
| 1989                                                    | 729                                                     | 75                                                      | 65                                                      |
| 1990                                                    | 628                                                     | 59                                                      | 51                                                      |
| 1991                                                    | 577                                                     | 93                                                      | 73                                                      |
| 1992                                                    | 550                                                     | 80                                                      | 55                                                      |
| 1993                                                    | 516                                                     | 85                                                      | 62                                                      |
| 1994                                                    | 480                                                     | 43                                                      | 36                                                      |
| 1995                                                    | 467                                                     | 57                                                      | 25                                                      |
| 1996                                                    | 497                                                     | 53                                                      | 39                                                      |
| 1997                                                    | 520                                                     | 46                                                      | 38                                                      |
| 1998                                                    | 405                                                     | 40                                                      | 28                                                      |
| 1999                                                    | 485                                                     | 41                                                      | 32                                                      |
| 2000                                                    | 471                                                     | 27                                                      | 39                                                      |
| 2001                                                    | 500                                                     | 42                                                      | 42                                                      |
| 2002                                                    | 431                                                     | 56                                                      | 46                                                      |
| 2003                                                    | 438                                                     | 45                                                      | 48                                                      |
| 2004                                                    | 411                                                     | 48                                                      | 28                                                      |
| 2005                                                    | 444                                                     | 36                                                      | 34                                                      |
| 2006                                                    | 425                                                     | 48                                                      | 40                                                      |
| 2007                                                    | 443                                                     | 58                                                      | 57                                                      |
| 2008                                                    | -                                                       | -                                                       | -                                                       |
| 2009                                                    | 415                                                     | 42                                                      | 56                                                      |
| 2010                                                    | -                                                       | -                                                       | -                                                       |
| 2011                                                    | -                                                       | -                                                       | -                                                       |
| 2012                                                    | 469                                                     | 40                                                      | 42                                                      |
| 2013                                                    | 512                                                     | 57                                                      | 67                                                      |
| 2014                                                    | 479                                                     | 68                                                      | 90                                                      |
| 2015                                                    | 447                                                     | 83                                                      | 65                                                      |
| 2016                                                    | 445                                                     | 83                                                      | 71                                                      |
| 2017                                                    | 393                                                     | 76                                                      | 71                                                      |
| 2018                                                    | 439                                                     | 85                                                      | 91                                                      |
| 2019                                                    | 401                                                     | 68                                                      | 54                                                      |
| 2020                                                    | 227                                                     | 74                                                      | 63                                                      |
| 2021                                                    | -                                                       | -                                                       | -                                                       |
| 2022                                                    | 598                                                     | 177                                                     | 124                                                     |
| 2023                                                    | 587                                                     | 126                                                     | 140                                                     |
| 2024                                                    | 541                                                     | 148                                                     | 120                                                     |